# ذخيرة سويتشبليد المسيرة
ذخيرة سويتشبليد المسيرة هي ذخيرة مسيرة صغيرة صممت من قبل شركة إيروفيرونمنت وتستخدمها العديد من فروع القوات المسلحة الأمريكية. تتميز بحجمها الصغير الذي يسمح بتخزينها في حقيبة ظهر، حيث تُطلق من أنبوب، ثم تطير إلى الهدف وتنفجر عند الاصطدام به باستخدام رأسها الحربي المتفجر. سميت سويتشبليد بهذا الاسم بسبب تصميم أجنحتها المزودة بنابض، التي يتم طيها داخل الأنبوب وتفتح بمجرد إطلاقها.
قدمت النسخة الأصلية من سويتشبليد في عام 2011، ثم أعيدت تسميتها إلى سويتشبليد 300 بعد الكشف عن النسخة الأكبر "سويتشبليد 600" المضادة للدروع في عام 2020. كما أطلقت نسخة بلاكوينج غير المسلحة من سويتشبليد 300 في عام 2015. وفي عام 2022، أرسلت الولايات المتحدة أكثر من 700 طائرة مسيرة من طراز سويتشبليد 300 إلى أوكرانيا كجزء من حزمة مساعدات أسلحة بعد الغزو الروسي.

## تاريخ
صممت ذخيرة سويتشبليد وطورت من قبل قيادة العمليات الخاصة للقوات الجوية الأمريكية والجيش الأمريكي لمساعدة القوات الأمريكية في التعامل مع كمائن العدو في أفغانستان. كانت الحاجة إلى هذه الذخيرة ناتجة عن التأخير الذي يحدث عند طلب الدعم الجوي القريب، والذي يعد مكلفًا للغاية ويشكل خطرًا على المدنيين في المناطق الحضرية. بالإضافة إلى ذلك، فإن الصواريخ الموجهة التي تحملها القوات مثل إف جي أم-148 جافلن أكبر حجمًا وأثقل وزنًا وأكثر تكلفة، ويتم حمل عدد محدود منها في الدوريات. بينما تستطيع المركبات الجوية غير المأهولة المحمولة يدويًا مثل آر كيو -11 رافين وآر كيو-20 بوما اكتشاف التهديدات، إلا أنها تفتقر إلى الأسلحة. أما سويتشبليد، فيمكن حملها في حقيبة ظهر وهي غير مكلفة نسبيًا، وتأتي مزودة بمستشعرات تساعد في تحديد مواقع المقاتلين الأعداء ورأس حربي متفجر يهاجمهم من الأعلى، وهو أمر مفيد خصوصًا في المواقع المحصنة مثل أسطح المنازل أو خطوط التلال.
في 29 يوليو 2011، منح الجيش الأمريكي شركة إيروفيرونمنت عقدًا بقيمة 4.9 مليون دولار لتوريد ذخائر سويتشبليد للقوات في أفغانستان. وفي 20 مارس 2012، أضاف الجيش 5.1 مليون دولار ليصل المجموع إلى 10 ملايين دولار.
في مايو 2012، بدأ سلاح مشاة البحرية الأمريكية في طلب ذخائر سويتشبليد لتمكين القوات من ضرب فرق زرع العبوات الناسفة والأهداف المشابهة. وعادة عندما يُطلب الدعم الجوي، يتمكن المهاجمون من الفرار قبل وصول الطائرات الكبيرة أو المروحيات الهجومية أو القاذفات المقاتلة أو فرق الاستجابة السريعة. في بعض الأحيان، لا يتمكن مشاة البحرية من الحصول على الدعم الجوي بسبب الأولوية التي تُمنح لوحدات أخرى. سويتشبليد صغيرة بما يكفي لتناسب حقيبة ALICE أو MOLLE الخاصة بمشاة البحرية، ويمكنها قفل الهدف ومتابعته بمجرد تحديده.